# V, mint veszélyes
A V, mint veszélyes (V) egy 2009. november 3-án indult tudományos fantasztikus amerikai sorozat. Az American Broadcasting Company csatorna kezdte el sugározni. A sorozat tulajdonképpen feldolgozás, hiszen ugyanezzel a címmel és hasonló tartalommal 1983-ban és 1984-ben már futott egy mini-sorozat, amelynek a története Kenneth Johnson agyából pattant ki. A történet lényege, hogy a Földet idegenek szállják, meg, és azok célja az uralom megszerzése a bolygó fölött. A V főszereplői: Morena Baccarin, Morris Chestnut, Joel Gretsch, Charles Mesure, Elizabeth Mitchell és Scott Wolf, a készítői pedig: Scott Rosenbaum, Yves Simoneau, Scott Peters, és Jace Hall. A sorozatot a The Scott Peters Company, a HD Films és Warner Bros. hozta forgalomba. 2010. május 30-án az ABC csatorna bejelentette, hogy terveznek második évadot is. A második évad első részét 2011. január 4-én adta le az amerikai ABC csatorna. Magyarországon a Cool és az RTL Klub vetítették.

## Alapkoncepció
A történet azzal kezdődik, hogy A Föld nagyvárosai fölé földönkívüliek érkeznek űrhajókkal. Őket nevezik Látogatóknak. A vezetőjük Anna főkancellár, akinek sötét tervei vannak bolygónkkal. Mint kiderül, a V-k már évek óta megérkeztek a Földre, és szinte mindenhová beférkőztek. Anna célja a hatalomátvétel a Föld fölött. A látogatók ellen egy kis csoport szerveződik, amely megfogadja, hogy harcol a V-k ellen. A csoport tagjai: egy FBI ügynök, egy V, egy férfi, akinek a családját a V-k ölték meg, egy bűnöző, és egy pap. A nevük az 5. hadoszlop lesz. A történet a V-k, és a hadoszlop harcáról szól.

## Eredet
Sinclair Lewis 1935-ben It Can't Happen Here címmel írt egy novellát a fasizmusról az USA-ban. Ezt dolgozta föl a színész-rendező, Kenneth Johnson 1982-ben, Storm Warning címmel. A forgatókönyvet az NBC dolgozta föl egy mini-sorozatként. Ám az NBC vezetői elutasították a kezdeti verziót, mondván, hogy a történet túl hivatalos, túl szertartásos a nézőknek. Hogy eladhatóbbá tegyék a forgatókönyvet, újraírták azt, az új változatban az amerikai fasisztákat emberevő földönkívüliekként mutatták be, így a történet inkább hasonlóvá vált a tudományos fantasztikus kategóriához. Az újraírt történet volt a mini-sorozat, amely 1983. május 1-2-án került bemutatásra.

## Szereplők
| A sorozat főszereplői                               |                     |          |                 | |
| Szereplő                                            | Szinész/Szinésznő   | Jelenlét | Jelenlét        | Rövid leírás                                                                                        |
| Szereplő                                            | Szinész/Szinésznő   | Évadjai  | Epizódjai száma | Rövid leírás                                                                                        |
| Erica Evans                                         | Elizabeth Mitchell  | 1.       | 12              | FBI-ügynök, munkájának köszönhetően hasznos tagja a csapatnak.                                      |
| Jack Landry                                         | Joel Gretsch        | 1.       | 12              | pap, megpróbálja meggyőzni az embereket a hit segítségével arról, hogy ne higgyenek a Látogatóknak. |
| Ryan Nichols                                        | Morris Chestnut     | 1.       | 12              | ő maga is látogató, de céljai ellentétesek Anna céljaival.                                          |
| Kyle Hobbes                                         | Charles Mesure      | 1.       | 8               | egy keresett bűnöző, akinek a céljai nem ismeretesek pontosan a néző előtt.                         |
| Tyler Evans                                         | Logan Huffman       | 1.       | 12              | Erica fia, aki beleszeret Lisába, Anna lányába.                                                     |
| Valerie Stevans †                                   | Lourdes Benedicto   | 1.       | 10              | Ryan menyasszonya, ő nem V.                                                                         |
| Anna (V karakter)                                   | Morena Baccarin     | 1.       | 12              | a Látogatók főkancellárja, célja a hatalomátvétel a Föld fölött.                                    |
| Lisa                                                | Laura Vandervoort   | 1.       | 12              | Anna lánya, aki beleszeret Erica fiába Tylerbe.                                                     |
| Chad Decker                                         | Scott Wolf          | 1.       | 12              | Riporter, Anna szócsöve, nem tudja eldönteni, mit gondoljon a látogatókról.                         |
| Marcus (V karakter)                                 | Christopher Shyer   | 1.       | 12              | Anna legfőbb bizalmi embere.                                                                        |
| Joshua                                              | Mark Hildreth       | 1.       | 10              | Anna főorvosa, titokban az 5. hadoszlop tagja.                                                      |
| Travis atya                                         | Scott Hylands       | 1.       | 7               | Jack atya felettese, töretlenül hisz a V-kben, isten áldásának tekinti őket.                        |
| Georgie Sutton †                                    | David Richmond-Peck | 1.       | 6               | Egy férfi, akinek a V-k megölték a családját, és ezért bosszút akar állni.                          |
| Paul Kendrick                                       | Roark Critchlow     | 1.       | 7               | Erica főnöke az FBI-nál.                                                                            |
| Sarita Malik ügynök                                 | Rekha Sharma        | 1.       | 5               | Anna beépített embere az FBI-nál.                                                                   |
| Dr. Leah Pearlman                                   | Lexa Doig           | 1.       | 6               | V orvos és az 5. hadoszlop tagja.                                                                   |
| † : a szereplő a történet folyamán életét vesztette |                     |          |                 | |

## Háttér

### Emberi érzelmek
A történet hátterében rendkívül fontos szerepe van az emberi érzelmeknek, amelyek a V-k számára nem léteznek. Ahogy a cselekmény előre halad, egyes V-re fokozatosan rátörnek ezek, és ekkor ők először nem tudják, mit kezdjenek ezzel. A Látogatók világában az ember érzelmeket Anna úgynevezett "gyönyöre" helyettesíti, ezzel képes megnyugtatni, jókedvre deríteni alattvalóit. Természetesen a V-k, a fájdalmat, szomorúságot sem ismerik. Ám a gyönyör valójában csak szánalmas pótlék. Egyes V-k rá is jönnek erre, és úgy döntenek, nincs szükségük többé erre, és elvegyülnek az emberek között, megismerve a valódi érzéseket. A szereplők közül ilyen például Ryan, aki beleszeret egy emberbe. Ezért őt Anna árulónak tekinti, akit el kell pusztítani. Az 1. évad során Anna lánya, Lisa a szerelem hatása alá kerül, amikor találkozik Tyler-rel.
Ettől fogva Lisa hajlandó anyja ellen dolgozni, és segíteni a felkelőket. Az évad végén maga Anna is találkozik egy emberi érzéssel, a fájdalommal, amikor meglátja elpusztult tojásait.

### Dilemma: Jók vagy rosszak?
Az egész történetet végigkíséri a nagy kérdés: békével érkeztek-e a V-k, vagy rossz szándékkal. Az emberek többsége az emberiség megmentőjét, isten áldását láttja bennük. Nagyon kevesen vannak, akik gyanút fognak, és nem bíznak a V-kben. Mint kiderül, nekik van igazuk. A többség csak azt látja, hogy a V-k új oltóanyagot adnak nekik, amely meggátolja számos betegség kialakulását, a különböző új technológiákat (Kék Energia, amely még az ENSZ-t is meggyőzi). Nagyon sokan istenként tisztelik a Látogatókat, és templomot is emeltetnek nekik. Emiatt a kis ellenálló csoport egyre inkább elszigetelődik a környezettől. Erica konfliktusba kerül fiával, Tylerrel. Jack megpróbálja a hit erejével meggyőzni az embereket, hogy ne bízzanak a V-kben, ám beszéde végén alig pár ember marad a templom padsoraiban. Anna többször is sikerrel hiteti el az emberekkel, hogy az 5. hadoszlop a világ romlására tör, és, hogy a V-k csupán szenvedő alanyai támadásaiknak. Saját magukat úgy állítják be, mint akiknek egy céljuk van, a Föld jobb hellyé tétele, ennek ellenére folyamatosan bántalmazzák őket. Nagy kérdés, vajon tud-e teljesen magára hagyva győzni az 5. hadoszlop?

## Epizódok

### Első évad
Az történet kezdetén 29 V hajó érkezik meg a Föld nagyvárosai fölé. Anna, a V-k főkancellárja bemutatkozik az embereknek, és bejelenti, hogy békével jöttek. Hamarosan kiderül azonban, hogy ez nem igaz, és a Anna sötét célokat tervez az emberiséggel. Egy ellenálló csoport szerveződik az USA-ban, akik nem hisznek Anna-nak. A csoport neve: 5. hadoszlop. A tagok között vannak emberek és Anna-ellenes V-k is. Miután végrehajtják első sikeres akciójukat, Anna úgy dönt, szül egy hadsereget, ezért tojásokat rak. Közben az emberek nagy része a V-k csodálójává válik, a különböző új technológiáknak köszönhetően. Az évad végén a hadoszlop sikeresen elpusztítja Anna szinte összes tojását. Anna pedig bosszúból megindít egy eredetileg későbbre tervezett hadműveletet.
| Epizód száma | Cím                        | Első vetítés       | Rendezte              | Írta                                  |
| --- | -------------------------- | ------------------ | --------------------- | ------------------------------------- |
| 1. | Pilot                      | 2009. november 3.  | Yves Simoneau         | Kenneth Johnson & Scott Peters        |
| 29 V-hajó érkezik a Föld nagyvárosai fölé. Anna, a főkancellár bemutatkozik az embereknek, és bejelenti, hogy békével jöttek. Erica és Jack atya találkoznak egy V ellenes gyűlésen, ahol Georgie beszédet mond, és ebből kiderül, hogy a V-k már évek óta a Földön vannak, és sok helyre beszivárogtak. A gyűlést a Látogatók megtámadják, Erica és Jack sikeresen elmenekül, ám a támadók között van Erica FBI-os partnere, Dale is, akit Erica megöl. A menekülőket segíti Ryan is, aki szintén V, ám Anna céljait helyteleníti. Ryan menyasszonya Valerie, aki ember. Chad Decker riporter közben megismerkedik Anna-val. |                            |                    |                       |                                       |
| 2. | There Is No Normal Anymore | 2009. november 10. | Yves Simoneau         | Scott Peters & Sam Egan               |
| Erica-t and Jack-et megtámadja egy V-labda, miközben a rendőrséget próbálják hívni, de ők elpusztítják azt. Erica próbálja távoltartani a fiát a V-ktől, ám nincs tudatában, hogy a fia közben Béke-követ lett és kezd beleszeretni Anna lányába, Lisába. Erica és Jack elhatározza, hogy harcol a V-k ellen. Ryan segítséget kér Angelo Russo-tól, egy volt látogatótól, hogy megtaláljon régi ellenállókat. Anna Chad-et használja riporterként, és felveszi a diplomáciai kapcsolatokat az USA-val. A rész végén Erica halott társát, Dale-t föltámasztják a V-k. |                            |                    |                       |                                       |
| 3. | A Bright New Day           | 2009. november 17. | Fred Toye             | Diego Gutierrez & Christine Roum      |
| Erica-t megbízzák kap a V-k védelmével az érkező fenyegetések miatt. Anna megrendez egy merényletet legfőbb bizalmasa, Marcus ellen, hogy úgy tűnjön, a V-k áldozatok. Erica meghiúsítja a merényletet. Tyler egyre közelebb kerül Lisa-hoz. Jack és Erica találkozik Georgie-val és Ryan-nel. Együtt a csapat. A hajón Joshua, Anna orvosa, aki titokban az 5. hadoszlop tagja, végleg megöli Dale-t. |                            |                    |                       |                                       |
| 4. | It's Only the Beginning    | 2009. november 24. | Yves Simoneau         | Cameron Litvack & Angela Russo-Otstot |
| Anna azt akarja, hogy Lisa vegye rá Tylert az anyahajóra költözésre, mert Tylerre szüksége van valamihez. A V-k forgalomba akarnak hozni egy újfajta oltóanyagot, amellyel jobbá tennék a földi ember életét. Az ellenállók azonban emögött hátsó szándékot sejtenek. Erica, Jack, Ryan és Georgie behatolnak egy vakcina gyárba és fölrobbantják azt, megsemmisítve ezzel az oltóanyag egy részét. Kiderül, hogy Ryan menyasszonya, Valerie terhes. Jack-et hasbaszúrja egy V. Tyler először találkozik Anna-val, aki próbálja a hajóra csábítani őt. Ebben a részben kiderül, hogy Anna képes úgynevezett "Gyönyört" nyújtani alattvalóinak, és így megnyugtatni őket. A V-k szerint Chad-nek agyműtétre van szüksége, mert pár év múlva egy tumor fog kifejlődni ott. A rész végén látjuk, hogy egy egész sereg hajó közeledik a Föld felé.                                                                                        |                            |                    |                       |                                       |
| 5. | Welcome to the War         | 2010. március 30.  | Yves Simoneau         | Scott Rosenbaum                       |
| Ericát megtámadják a saját házában, ám ő megvédi magát. Az 5. hadoszlop egy új taggal bővül, Kyle Hobbs, egy keresett bűnöző csatlakozik. Jack meggyógyul a kórházban, és injekciót is kap. Chad nem akarja alávetni magát a műtétnek, mert nem bízik a V-kben. Ryan aggódik Val abnormális terhessége miatt, ám Val nem tudja vőlegényéről, hogy micsoda valójában. Anna elhatározza, hogy tojásokat fog rakni, amelyekből majd katonák kelnek ki és így létrehoz egy hadsereget. |                            |                    |                       |                                       |
| 6. | Pound of Flesh             | 2010. április 6.   | Dean White            | Charles Murray & Natalie Chaidez      |
| Anna új programja, hogy embereket költöztetne a hajóra. Ez az úgynevezett "Élj köztünk" program. Ryan látja, hogy Val terhessége gyorsabb a normálisnál. Kénytelen föllopózni a hajóra, mert a babának szüksége van onnan valamire. Ott azonban lelepleződik, és csak Georgie önfeláldozásának köszönhetően menekül meg, aki így fogságba esik. |                            |                    |                       |                                       |
| 7. | John May                   | 2010. április 13.  | Jonathan Frakes       | Gregg Hurwitz                         |
| Erica, Ryan and Jack megpróbálják megtalálni az 5. hadoszlop állítólagos alapítóját, John May-t. Georgie-t Joshua kénytelen megölni, hogy ne derüljön ki semmi az ellenállók tevékenységéről. Tyler konfliktusba kerül anyjával a V-k miatt. |                            |                    |                       |                                       |
| 8. | We Can't Win               | 2010. április 20.  | David Barrett         | Christine Roum & Cameron Litvack      |
| Chad és Anna Genfbe mennek az ENSZ gyűlésére, ahol Anna elkápráztatja a delegációkat egy új technológiával. Ennek neve a "Kék Energia". Az ENSZ-főtitkár azonban kételkedik a V-kben. Erica megtudja, hogy a V-k nyomoznak az 5. hadoszlop után. Valerie elmenekül otthonról, miután megtudja az igazságot Ryan-ről. Kyle, Erica és Jack foglyul ejtenek egy embert, aki a V-knek dolgozik. |                            |                    |                       |                                       |
| 9. | Heretic's Fork             | 2010. április 27.  | Fred Toye             | Angela Russo-Otstot & John Wirth      |
| Erica, Jack és Kyle megtudják, hogy a V-k tudják a hadoszlop tagjainak nevét, ezért muszáj lépéseket tenni a megvédésük érdekében. Ryan megmenti Val-t a Látogatóktól, akik meg akarják ölni a félvér babát. Val azonban nem bocsát meg Ryan-nek, és elmegy egy V orvosnővel, aki Ryan barátja, egy biztos helyre. Chad élőben közvetíti, hogyan műtik meg az ő agyát. Hamarosan Chad rajongani kezd Anna iránt, és felajánlja a segítségét az 5. hadoszlop ellen. |                            |                    |                       |                                       |
| 10. | Hearts and Minds           | 2010. május 4.     | Bobby Rich            | Gregg Hurwitz                         |
| Erica, Ryan, Jack és Kyle lelőnek egy siklót, amelyben információik szerint V harcosok utaznak. Ám kiderül, az egész csak Anna trükkje volt, hogy negatív fényben tüntesse fel a hadoszlopot, és a siklóban valójában igazi emberek ültek. Anna meghívja Tylert az "Élj a hajón" programra.Lisa azonban nem akarja ezt, mert kezdenek valódi érzései lenni Tyler iránt. Azt hazudja anyjának, hogy Tyler nem szereti őt, és nem akar a hajóra költözni. Chad megpróbál Jack-től megtudni valamit a hadoszlopról. Az epizód végén Anna parancsba adja Lisa bántalmazását, mert azt gondolja, így Tyler majd jobban fogja szánni a lányát. Kiderül, hogy az FBI-nál Malik ügynök a V-k beépített embere. |                            |                    |                       |                                       |
| 11. | Fruition                   | 2010. május 11.    | Bryan Spicer          | John Wirth & Natalie Chaidez          |
| Lisa összeverve kerül kórházba, ahol Tyler kétségbeesve látogatja meg. Anna és Erica megismerkednek. A csapat egy tudóst próbál megtalálni, aki állítólag kísérleteket végzett, hogy lehet elpusztítani a V-ket. Kyle titokban megszerzi a tudós merevlemezét, és megpróbál üzletet kötni Marcussal, mindezt a hadoszlop tudtán kívül, a saját céljai elérése érdekében. Ryan üzenetet kap, hogy Val magzatvize elfolyt. Anna tojásai egyre közelebb kerülnek a kikeléshez. |                            |                    |                       |                                       |
| 12. | Red Sky                    | 2010. május 18.    | Robert Duncan McNeill | Gregg Hurwitz & Scott Rosenbaum       |
| Megszületik a baba, Val-t azonban Anna megöli. Ryan-nek azt hazudják, nem élte túl a szülést. Ryan megtörik. Erica-t Anna meghívja a hajóra egy vacsorára. Erica úgy gondolja, most itt az esély elpusztítani a tojásokat. Chad közben gyanúba keveri Joshua-t, akit letartóztatnak. Erica Lisa és a "Kék Energia" segítségével megfagyasztja a tojásokat. Lisa ezután kiengedi Joshua-t, aki elkezd lövöldözni a hajón. Erica kénytelen megölni őt, hogy tisztázza magát a gyanú alól. Marcus próbálja rávenni Kyle-t, hogy dolgozzon a V-knek, mert állítólag nem ez lenne az első ilyen tevékenysége. A hajón fölfedezik a megfagyasztott tojásokat. Anna nem bírja elviselni, hogy a harcosai meghaltak, és megrohanja őt első emberi érzése, a gyász. 12 harcos éli túl csupán. Anna dühében elindít egy akciót, amit elvileg csak későbbre terveztek, és az epizód végén az egész égbolt vörösbe borul. Joshua-t föltámasztják. |                            |                    |                       |                                       |

### Második évad
A második évad 2011. január 4-én kezdődött az amerikai ABC csatornán, és 10 epizódból áll majd. Lourdes Benedicto (Val) nem fog visszatérni a sorozatba, mivel karaktere halott. Charles Mesure (Kyle Hobbes) állandó szereplő lesz a továbbiakban. Jane Badler Anna anyja szerepében jelenik majd meg és Diana-t fogja alakítani, a V-k volt vezetőjét, akit lánya 15 éve tart fogságban. Badler az eredeti tv-sorozatban is Diana-t játszotta.
| Epizód száma | Cím                | Első vetítés    | Rendezte     | Írta                            |  |
| ------------ | ------------------ | --------------- | ------------ | ------------------------------- |  |
| 1.           | Red Rain/Vörös eső | 2011. január 4. | Bryan Spicer | Scott Rosenbaum & Gregg Hurwitz |  |
|              |                    |                 |              |                                 |  |

## USA-beli nézettség
A V által elért nézettségi eredmény (az epizódok nézettségének súlyozott átlaga, beleszámítva az ismétléseket is).
| Évad | Műsorsáv (EST)                                                                | Évadnyitó         | Évadzáró        | Televíziós évad | Helyezés | Nézőszám (millió) |
| ---- | ----------------------------------------------------------------------------- | ----------------- | --------------- | --------------- | -------- | ----------------- |
| 1.   | Kedd 20:00 (2009. november 3–24.), Kedd 22:00 (2010. március 30. – május 18.) | 2009. november 3. | 2010. május 18. | 2009–2010       | #33      | 8,77              |